# Переробка батарей і акумуляторів

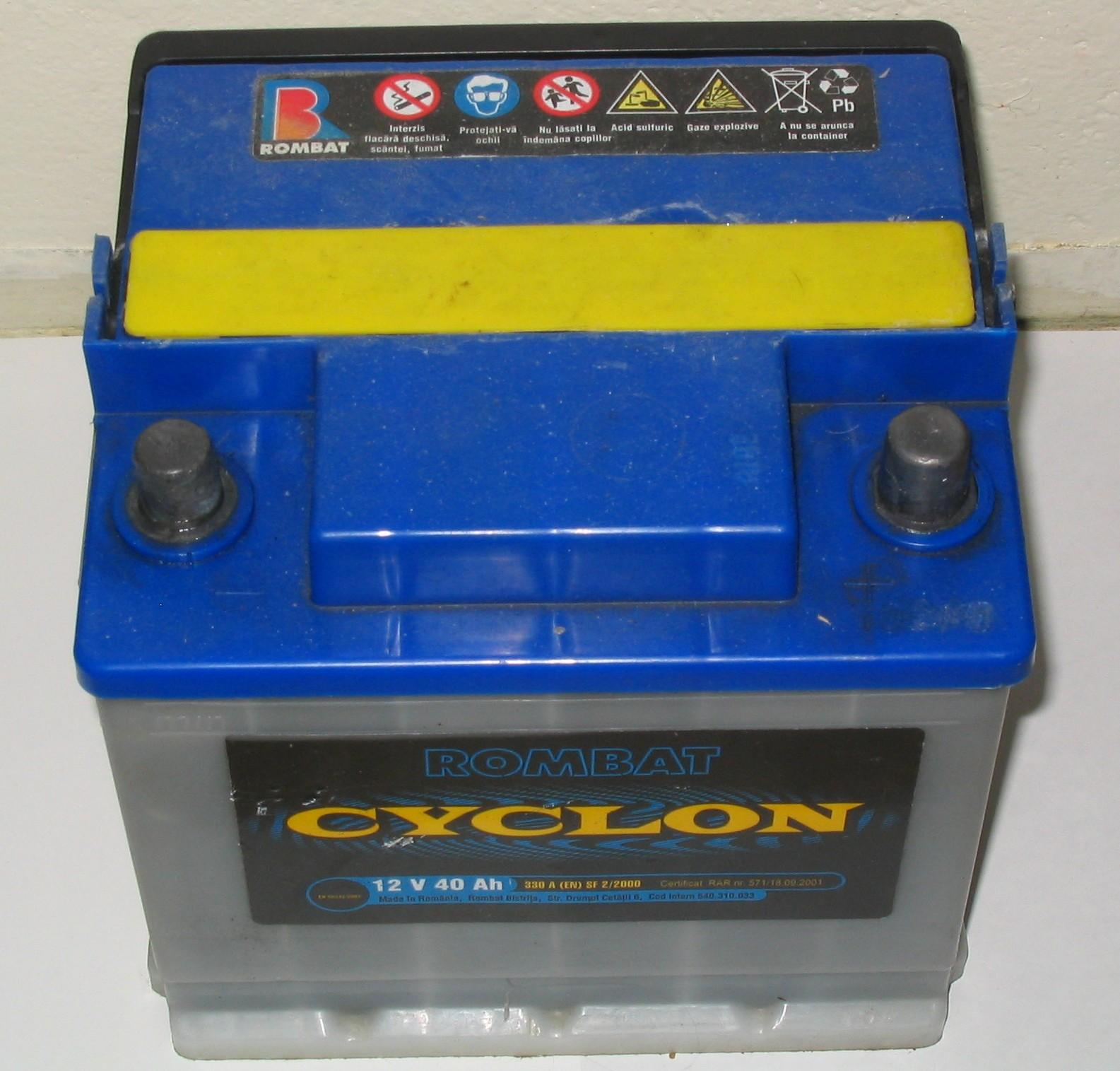
Автомобільний акумулятор

Переробка акумуляторних батарей та батарейок проводиться заради зменшення кількості токсичних речовин у твердих побутових відходах. В акумуляторах містяться важкі метали, кислоти, луги, які, потрапляючи у воду або ґрунт, завдають значної шкоди навколишньому середовищу.

## Необхідність утилізації батарей
Використані елементи живлення містять ртуть, кадмій, свинець, олово, нікель, цинк, магній та інші хімічні елементи й сполуки. На сміттєзвалищах під впливом атмосферних чинників елементи живлення швидко руйнуються, а речовини, які є в їхньому складі, випаровуються та вимиваються.
Через воду й повітря токсичні метали потрапляють у живі організми, внаслідок чого викликають ураження живих істот, погіршують репродуктивні здатності та викликають генетичні зміни та ракові захворювання.
Для промисловості відпрацьовані батарейки — це сировина з високим рівнем скупчення цінних речовин — кольорових металів та мінералів.
Через це, доцільніше налагодити переробку батарей, ніж просто викидати їх на загальні сміттєзвалища.
Переробка 10 кг лужних батарейок (це 5-літрова пляшка з-під води) дає стільки ж цинку, скільки обробка 96 кг цинкової руди.

## Свинцево-кислотні акумулятори
Цей тип акумуляторів застосовується в автомобілях, електромобілях, мотоциклах, джерелах безперебійного живлення, різному промисловому устаткуванні. Свинець є отруйним металом, що, потрапляючи в організм, накопичується в кістках та викликає їхнє руйнування. Кислоти, зокрема найпоширеніша у виробництві батарей сірчана, також досить небезпечні. Під час переробки таких батарей спочатку нейтралізується кислота, потім корпус відділяється від свинцевих пластин, і все це використовується в переробці, у тому числі для виробництва нових батарей.
Свинцеві акумулятори відзначаються високим ступенем повторної переробки. За допомогою депозитної системи для стартерних батарей, запровадженої 2009 року, наприклад майже 100 відсотків зношених свинцево-кислотних батарей у Німеччині забираються та переробляються. Перероблений свинець можна відновлювати будь-яку кількість разів майже без втрати якості.

## Срібно-цинкові акумулятори
Найчастіше застосовуються в наручних годинниках, дитячих іграшках, медичних пристроях та іншій малогабаритній техніці. Срібно-цинкові акумулятори містять вкрай шкідливу ртуть, яка з часом починає роз'їдати стінки батареї та протікати, тож їх слід утилізувати з особливою ретельністю.

## Переробка батарейок по країнах

### Україна
В Україну завозять щорічно приблизно 2,5 тисячі тонн батарейок, але тільки 1 % з них збирається на переробку.
В Україні працює завод для переробки батарейок ДП «Аргентум», розташований у Львові. Але він переробляє невеликі обсяги.
Діє низка точок збору, куди їх можна здати для подальшої переробки. Від червня 2013 року коробки для збору батарей встановлені в мережі магазинів Watsons. З жовтня 2013 року відпрацьовані батарейки приймають у мережі магазинів МТС.
Для діяльної переробки батарейок їх потрібно розсортувати по типах, відповідно до яких використовують відповідний спосіб переробки. Це знижує вартість переробки й підвищує ступінь утилізації. Сортування виконується вручну, тож є дорогим, оцінюється в розмірі 400-600 євро за тонну батарейок.
Після переробки батарейки з її компонентів отримують сухі розподілені хімічні елементи й сортовані відходи з пакування (картон та пластик).
За офіційним повідомленням[джерело не вказане 1960 днів], станом на 1 грудня 2013 року підприємством отримано 10,033 тонни відпрацьованих батарейок і акумуляторів різних типів. За цей час перероблено у дослідному режимі понад 1400 кг матеріалу. Неперероблені батарейки відсортовані та зберігаються на складі.
ДП «Аргентум» володіє відпрацьованими технологіями переробки основних груп батарейок (80 % обсягу, що збирається) та може, за налагодженого постачання, промислово переробляти близько 1 тонни на день. У разі зростання обсягів зібраного матеріалу до проєкту будуть долучені й інші підприємства галузі, з передачею відповідних технологій.

З 2013 року діє екологічна ініціатива "Батарейки, здавайтеся!", яка опікується збиранням відпрацьованих батарейок та відправленням їх за кордон на переробку.
|                    |
| Контейнер в Бучачі |

### Німеччина
У Німеччині діє понад 170 000 пунктів приймання хімічних джерел струму, а на переробку надходить більше 50 % усіх проданих батарейок і акумуляторів.